# Gunung Patah
Gunung Patah är ett berg i Indonesien. Det ligger i den västra delen av landet, 400 km nordväst om huvudstaden Jakarta. Toppen på Gunung Patah är 2 817 meter över havet.
Terrängen runt Gunung Patah är bergig åt sydväst, men åt nordost är den kuperad. Runt Gunung Patah är det glesbefolkat, med 10 invånare per kvadratkilometer. Det finns inga samhällen i närheten. I omgivningarna runt Gunung Patah växer i huvudsak städsegrön lövskog.